# سورباس
بلدية شُرْبَة أو سُوربس (نقحرة: سورباس) (بالإسبانية: Sorbas), هي بلدية تقع في مقاطعة المرية. جنوب شرق إسبانيا. يبلغ عدد سكانها 2.840 نسمة.

## وصلات خارجية
- نسخة محفوظة 29 سبتمبر 2007 على موقع واي باك مشين. (بالإسبانية)